# Texaco

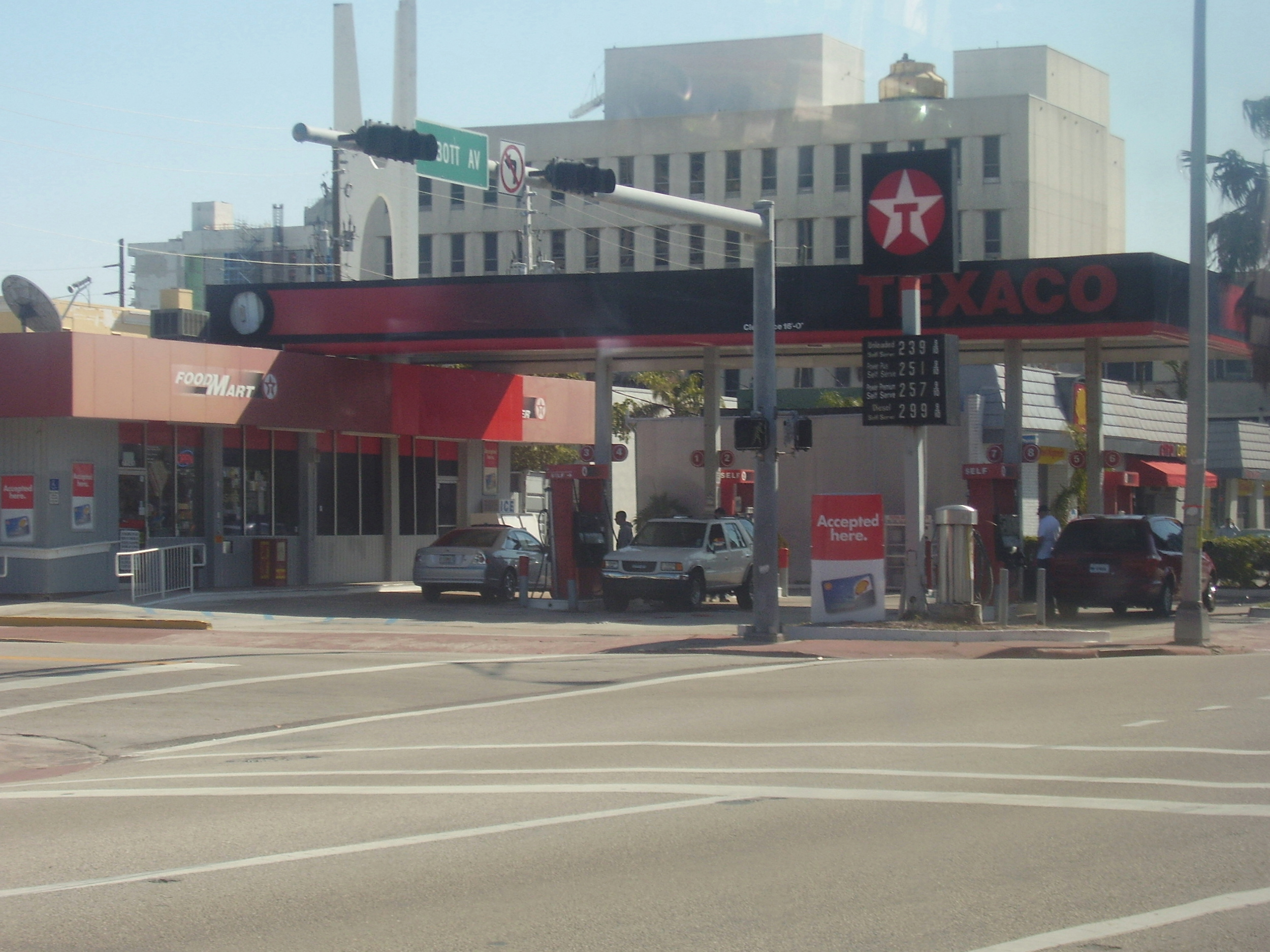
Čerpací stanice Texaco

Texaco (The Texas Company) je značka amerického prodejce výrobků ze zpracované ropy, zejména motorových olejů, a provozovatele sítě čerpacích stanic ve všech státech USA i dalších zemích světa (západní části Afriky, v Latinské Americe, i v Evropě, zejména Velké Británii). V minulosti se účastnila i projektů na dobývání ropy a výrobou nikl-metalhydových baterií pro příslušenství do automobilů, při čemž byla kritizována za své ekologicky nešetrné praktiky.

## Historie
- Texaco byla založena jako Texas Fuel Company (Texaská palivová společnost) roku 1901, krátce po objevení ropného pole u Spindletopu. Jejími zakladateli byli Joseph S. Cullinan, Thomas J. Donoghue, Walter Benona Sharp a Arnold Schlaet.
- V roce 1928 se stala první (a na dlouhou dobu jedinou) společností prodávající ropné produkty ve všech státech USA.
- V roce 1931 koupila Indian Oil Company ve státě Illinois a expandovala do středovýchodních států. Akvizice jí kromě jiného dala práva na motorový olej Havoline.
- V letech 1937 zcela přeracovala návrh svých čerpacích stanic.
- V roce 1937, zatímco Spojené státy uplatňovaly politiku přísné neutrality, dodala společnost ropné produkty generálu Francovi v celkové výši 6 milionů dolarů splatných po válce. Ropu dodávalo také Německu, které mu na oplátku dodalo tankery. Motory fašistických vozů a tanků v občanské válce ve Španělsku pohánělo palivo společnosti Texaco Oil.
- V roce 1959 změnila své jméno na Texaco.
- V roce 1947 se spojila s britskou společností Trinidad Leaseholds pod jménem Regent. O 9 let později ji ovládla.
- 60. léta byla u Texaco ve znamení drobných akvizic, rozšiřování produktů a změn corporate identity.
- Mezi lety 1970 a 1975 vyvíjela a nakonec představila ve svých čerpacích stanicích (v jižní Kalifornii) svůj první bezolovnatý benzín, Texaco Unleaded.
- 21. listopadu 1980 – katastrofa u Lake Peigneur
- V první polovině 80. vypukl soudní spor mezi Texaco a Pennzoil. V roce 1985 Texaco prohrála a musela společnosti zaplatit 10,53 mld. dolarů. O dva roky později Texaco hlásí bankrot, ale pokračuje v podnikání pod ochranou amerických zákonů.
- V roce 1989 byla představena jí vyvíjená pohonná hmota System3. O 5 let později je inovována jako CleanSystem3.
- V roce 1993 na Texaco podají hromadnou žalobu indiánské kmeny v Ekvádoru za masívní znečišťování ekvádorské Amazonie a jejích řek nešetrnou těžbou, která se dotýká přibližně 30 000 místních lidí. Žalují je o cca miliardu dolarů.[1]
- V roce 1996 vypukne kauza, kdy je společnost obviněna z rasové diskriminace. Texaco následně musí vyplatit 170 milionů dolarů.[2]
- Druhá polovina 90. let je ve znamení několika akvizic a spojování. Zájem o (v té době různými žalobami oslabenou) společnost provejuje Shell a Chevron Corporation.
- V roce 2001 do té doby pro nezávislou společnost Texaco proběhla akvizice korporací Chevron. V červenci 2004 navíc Chevron získává (neexkluzívní) práva používat značku Texaco. (Další značkou, vzniklou ze spojení mezi Texaco a Chevronem, se stal Caltex.)
- V roce 2005 byl představen zatím poslední vlajkový produkt Texaca, aditivum nazvané Techron.

## Sponzorství
Texaco (zejména v souvislosti se svým motorovým olejem Havoline) sponzoruje různé motoristické soutěže, jmenovitě americkou NASCAR a dále např. Car 42 nebo světovou sérii IndyCar. Má též vlastní velkou cenu, Texaco Grand Prix of Houston.
Sponzoring mimo motorismus zahrnuje finanční podporu rádiového vysílání Metropolitan Opera (již z 40. let), The Huntley-Brinkley Report na NBC-TV (v roce 1958) a podporuje též po něm nazvané Texaco Star Theatre.